# Chairul Tanjung
Chairul Tanjung né le 18 juin 1962 à Jakarta, est un homme d'affaires indonésien.

## Biographie
Il est l'ancien Ministère de coordination des Affaires économiques du cabinet indonésien. Il a été nommé à ce poste par le président Susilo Bambang Yudhoyono le 19 mai 2014 à la suite de la démission de l'ancien ministre coordinateur de l'économie, Hatta Rajasa, qui a démissionné pour participer à l'élection présidentielle indonésienne de 2014. En 2021, il avait une valeur nette estimée à 4,1 milliards de dollars.
Il a également présidé la PBSI (Fédération indonésienne de badminton (en)) de 2001 à 2004.